# Liste des gouverneurs actuels des provinces du Turkménistan
 (août 2023).
Cette page dresse la liste des gouverneurs actuels des 6 provinces du Turkménistan (5 provinces au sens strict + la ville d’Achgabat).

## Dirigeants des provinces
| Province | Titre      | Nom                     | Depuis (le)   |
| -------- | ---------- | ----------------------- | ------------- |
| Achgabat | Maire      | Rejepgeldy Nurmämmedow  | Janvier 2013  |
| Ahal     | Gouverneur | Gurbanberdi Orazmyradov | Octobre 2006  |
| Balkan   | Gouverneur | Orazmyrat Niyazliyev    | Octobre 2006  |
| Daşoguz  | Gouverneur | Esenmyrat Orazgeldiev   | 2006/2011     |
| Lebap    | Gouverneur | Yagshymyrat Yayylov     | 2006/2011     |
| Mary     | Gouverneur | Kakageldi Gurbanov      | Novembre 2007 |